# Aleksandr Ladeyshchikov
 (janvier 2022).
Si vous disposez d'ouvrages ou d'articles de référence ou si vous connaissez des sites web de qualité traitant du thème abordé ici, merci de compléter l'article en donnant les références utiles à sa vérifiabilité et en les liant à la section « Notes et références ».
Aleksandr Ladeyshchikov (né le 26 août 1979) est un athlète russe spécialiste du 400 mètres. 

## Biographie
Lors des championnats du monde en salle de 2001, Aleksandr Ladeyshchikov remporte la médaille d'argent sur 4 × 400 mètres, aux côtés de Ruslan Mashchenko,
Boris Gorban et Andreï Semionov. Le relais russe s'incline face à la Pologne.

### Palmarès
| Date | Compétition                    | Lieu     | Résultat | Épreuve   | Performance   |
| ---- | ------------------------------ | -------- | -------- | --------- | ------------- |
| 2001 | Championnats du monde en salle | Lisbonne | 2e       | 4 × 400 m | 3 min 04 s 82 |

### Records
| Épreuve    | Épreuve      | Performance | Lieu   | Date            |
| ---------- | ------------ | ----------- | ------ | --------------- |
| 400 mètres | En plein air | 46 s 93     | Toula  | 11 juillet 2001 |
| 400 mètres | En salle     | 46 s 88     | Moscou | 17 février 2001 |